# Bill Roper
Bill Roper (Concord, California, Estados Unidos, 27 de marzo de 1965) es un diseñador y productor de videojuegos estadounidense y una reconocida personalidad de la industria de los videojuegos desde 1994. Roper ha formado parte de importantes estudios, como Blizzard y Crpytic Studios, y ha formado parte de la producción y promoción de títulos de sagas tales como StarCraft, Warcraft y Diablo. Él tiene la costumbre de representar en forma personal los juegos en los que está involucrado, creando una sólida relación con la prensa, los desarrolladores y los gamers.

## Carrera en la industria de los videojuegos

### Blizzard Entertainment
Roper fue Vicepresidente de Blizzard North y fue director de Blizzard Entertainment entre 1994 y 2003. Supervisó y administró todos los proyectos externos, coordinó los equipos desarrolladores internos, y dirigió a los equipos de supervisión de los proyectos de Blizzard, siendo instrumental en la dirección de los juegos de la compañía.
Roper trabajó en forma directa con numerosos juegos en varias posiciones de producción y jugó rol clave en el éxito de las franquicias de StarCraft, Warcraft y Diablo. También actuó y asistió en la dirección de la grabación voces para títulos de Blizzard, al igual que representar los juegos en forma personal ante la comunidad global de jugadores.

### Flagship Studios
Luego de salir de Blizzard Entertainment, cofundó y fue director Ejecutivo de Flagship Studios, el desarrollador de Hellgate: London y Mythos (que más adelante sería publicado por HanbitSoft). Luego de que surgieran rumores de que habría despidos dentro de la compañía, la empresa se disolvió y los derechos de Mythos y Hellgate: London pasaron a Hanbitsoft y Comerica respectivamente; el socio para el mercado asiático y el banco que retuvo los derechos de propiedad intelectual como garantías a los créditos sacados mientras se buscaban inversionistas. Actualmente, Hanbitsoft tiene los derechos para ambos juegos.

### Cryptic Studios
En noviembre de 2008 Roper se unió a Cryptic Studios como Director de Diseño y Director Ejecutivo de su más nuevo proyecto, Champions Online. En el New York Comicon 2009, Roper le dijo a la audiencia que él "jubó Champions cuando era niño" y que sus esfuerzos para involucrarse con el período de prueba beta para Champions Online lo llevaron a ser contratado por la compañía. En marzo de 2010, Roper fue promovido a Director Creativo Ejecutivo de Cryptic Studios, reemplazando a Jack Emmert quien había asumido el rol de Director Ejecutivo. Roper dejó Cryptic meses después, el 16 de agosto.

## Títulos
Roper ha participado en los siguientes títulos:
- Blackthorne (1994) - Música
- Warcraft: Orcs & Humans (1994) - Productor, Voces, Documentación
- Warcraft II: Tides of Darkness (1995) - Diseño, Narración, Voces, Documentación
- Warcraft II: Beyond the Dark Portal (1996) - Productor Ejecutivo, Consultor de la historia, Narración, Voces
- Diablo (1996) - Productor, Producción de voces, Casting & Dirección, Historia, Voces, Documentación, Equipo de Lanzamiento
- StarCraft (1998) - Productor, Voces, Documentación, Equipo de Lanzamiento
- StarCraft: Brood War (1998) - Productor Ejecutivo, Voces, Servicio de comidas, Documentación
- Warcraft II: Battle.net Edition (1999) - Productor
- Diablo II (2000) - Productor en Jefe, Casting de voces, Voces, Equipo de Lanzamiento
- Diablo II: Lord of Destruction (2001) - Equipo de lanzamiento global, Equipo de Lanzamiento
- Warcraft III: Reign of Chaos (2002) - Voces, Equipo de Lanzamiento
- Warcraft III: The Frozen Throne (2003) - Voces
- Hellgate: London (2007) - Director Ejecutivo
- Champions Online (2009) - Director de diseño, Productor Ejecutivo
- Star Trek Online (2010) - Director de diseño

## Trabajos musicales
Roper ha trabajado para la Feria del Renacimiento en California desde 1994, actuando como el "Capitán Black". Es el cofundador además de ser el escritor y compositor de Poxy Boggards, una banda de música folk.
Roper también ha hecho presentaciones en el Great Dickens Christmas Fair, como el personaje de Thaddeus Codswallpo en el Broadside Music Hall. Canta como barítono y tenor en el grupo y toca una variedad de instrumentos, además de ser el presidente del grupo del tradicional Victorian Music Hall.

## Personalidad radial
El 3 de marzo de 2011 se anunció que Roper se uniría al equipo de Bulletproof Radio. Bulletproof Radio es un show de radio (en línea y terrestre) que se transmite en forma semanal y cubre las últimas tendencias en el mundo de los videojuegos y la tecnología.

## Críticas
Pese a ser siempre recordado por su trabajo en los tremendamente populares juegos de Blizzard, Roper ha sido criticado fuertemente por la comunidad por sus trabajos posteriores, especialmente tras el fracaso de Hellgate: London. Roper aceptó que el juego fue un fracaso, pero que aprendió de los errores cometidos. El trabajo de Roper en Champions Online también ha recibido críticas.

## Honores
En 2008 Bill Roper fue incluido en la lista de los 100 Mejores Creadores de Videojuegos de Todos los Tiempos de IGN (#41).